# Saison 1954-1955 du Stade rennais UC
Maillots
Chronologie
Saison précédente Saison suivante
La saison 1954-1955 du Stade rennais Football Club débute le 15 août 1954 avec la première journée du Championnat de France de Division 2, pour se terminer le 11 juin 1955 avec le second de deux matchs de barrages disputés - et perdus - pour l'accession en Division 1.
Le Stade rennais UC est également engagé en Coupe de France. Éliminé dès les seizièmes de finale, il est ensuite reversé en Coupe Charles Drago.

## Résumé de la saison
En prélude à la nouvelle saison, le Stade rennais change de président, Louis Girard succédant à M. Florio. Sur le marché des transferts, le club doit une nouvelle fois compenser les départs de nombreux titulaires, puisque Le Gall, Nuevo ou Besse, pour ne citer qu'eux, font leurs valises. Au-delà du traditionnel recrutement de jeunes espoirs bretons, le club parvient à faire revenir Jean Grumellon après deux années d'exil, et embauche l'ancien niçois Léon Rossi.
Du côté des infrastructures, une modernisation du stade de la route de Lorient est mise en œuvre. Côté Vilaine, la tribune sera entièrement reconstruite ; côté route de Lorient, elle sera couverte. Après travaux, le stade disposera de 13 000 places couvertes, dont 7 000 places assises.
Sur le terrain, le début de saison rennais est positif. Impérial à domicile, le club bénéficie de deux victoires acquises sur tapis vert à l'extérieur, Grenoble puis Perpignan alignant au coup d'envoi des joueurs non qualifiés. Vainqueurs dans le jeu, ces deux formations doivent abandonner deux points chacune aux Rennais. De fait, les Rennais s'installent rapidement dans le duo de tête du championnat, en compagnie de l'UA Sedan-Torcy. Positionnés à la première place dès la 3e journée de championnat, les Sedanais ne la lâcheront plus, creusant peu à peu l'écart pour s'assurer la montée en D1. De leur côté, les Rennais lâchent prise progressivement, au gré de leurs contre-performances à l'extérieur.
Sedan devenu inaccessible, les "Rouge et Noir" sont contraints de regarder derrière, et voient le Red Star convoiter la seconde place, également synonyme de montée. Mi-février, les Audoniens passent devant. Rennes ne les reverra plus et devra se contenter de la place de barragiste, malgré les 30 buts marqués une nouvelle fois par le prolifique José Caeiro.
Comme deux ans auparavant, les barrages ne souriront pas au Stade rennais. Cette fois opposés au Lille OSC fraichement vainqueur de la Coupe de France, les Bretons échouent une première fois au match aller (0 - 1), avant de sombrer au match retour (1 - 6, avec un but de l'entraîneur-joueur Salvador Artigas... âgé de 41 ans). Le Stade rennais devra donc évoluer une troisième année de suite en Division 2.
Comme souvent, les coupes ne réconfortent pas l'effectif rennais. Éliminé en seizièmes de finale de la Coupe de France, après avoir affronté au premier tour Mostaganem, à Oran ; le Stade rennais chute en huitièmes de finale de la Coupe Drago, sorti comme la saison précédente par l'Olympique lyonnais.

## Transferts en 1954-1955
| Nom                  | Nationalité | Provenance/Destination |
| Arrivées             |             |                        |
| Robert Baucomont     | France      | Stade français         |
| Jean-Paul Derousseau | France      | Lille OSC              |
| Jean Grumellon       | France      | Le Havre AC            |
| Serge Hidalgo        | France      | US Normande            |
| Bernard Josse        | France      | TA Rennes              |
| René Krumm           | France      | FC Saint-Louis         |
| Guillaume Le Boëdec  | France      | VGA Saint-Maur         |
| Yves Legrand         | France      | TA Rennes              |
| Léon Rossi           | France      | OGC Nice               |
| Départs              |             |                        |
| René Besse           | France      | arrêt                  |
| Émile Dahan          | France      | AS Saint-Eugène Alger  |
| Victor Gomez         | France      | FC Grenoble            |
| Jean Gondouin        | France      | Toulouse FC            |
| Frédéric Guilbert    | France      | AS Boufarik            |
| Jean Le Borgne       | France      | AS Brestoise           |
| Alphonse Le Gall     | France      | Olympique de Marseille |
| Joseph Le Page       | France      | SC Bel-Abbès           |
| Justo Nuevo          | France      | arrêt                  |
| Jacques Vileyn       | France      | Paris UC               |

## L'effectif de la saison
| Poste¹ | Nat.² | Nom                  | Naissance        | Sélection³ | Championnat | Championnat | Coupe France | Coupe France | Coupe Drago | Coupe Drago | Total Saison | Total Saison |
| Poste¹ | Nat.² | Nom                  | Naissance        | Sélection³ | M           | But inscrit | M            | But inscrit  | M           | But inscrit | M            | But inscrit  |
| ------ | ----- | -------------------- | ---------------- | ---------- | ----------- | ----------- | ------------ | ------------ | ----------- | ----------- | ------------ | ------------ |
| A      | FRA   | Marcel Abautret      | 14 février 1926  | -          | 20          | 1           | 3            | 0            | 1           | 1           | 24           | 2            |
| D      | ESP   | Salvador Artigas     | 20 février 1914  | -          | 4           | 1           | 0            | 0            | 0           | 0           | 4            | 1            |
| A      | FRA   | Henri Baillot        | 13 décembre 1924 | A          | 27          | 16          | 2            | 1            | 2           | 4           | 31           | 21           |
| A      | FRA   | Robert Baucomont     | 4 août 1926      | -          | 20          | 3           | 2            | 1            | 1           | 0           | 23           | 4            |
| A      | SWE   | Pär Bengtsson        | 21 juillet 1922  | -          | 20          | 7           | 3            | 1            | 2           | 0           | 25           | 8            |
| D      | FRA   | René Billon          | 2 août 1931      | -          | 38          | 1           | 3            | 0            | 0           | 0           | 41           | 1            |
| A      | ESP   | José Caeiro          | 17 février 1925  | -          | 35          | 30          | 1            | 1            | 1           | 0           | 37           | 31           |
| M      | FRA   | Jean Cueff           | 6 novembre 1931  | -          | 37          | 1           | 1            | 0            | 0           | 0           | 38           | 1            |
| A      | FRA   | Jean-Paul Derousseau | 4 octobre 1927   | -          | 6           | 0           | 2            | 0            | 1           | 0           | 9            | 0            |
| A      | FRA   | Jean Grumellon       | 1er juin 1923    | A          | 36          | 12          | 2            | 0            | 1           | 0           | 39           | 12           |
| A      | FRA   | Serge Hidalgo        | 22 mars 1933     | -          | 1           | 0           | 0            | 0            | 0           | 0           | 1            | 0            |
| G      | FRA   | Bernard Josse        | 17 janvier 1932  | -          | 1           | 0           | 0            | 0            | 0           | 0           | 1            | 0            |
| A      | FRA   | René Krumm           | 6 mars 1930      | -          | 1           | 0           | 0            | 0            | 0           | 0           | 1            | 0            |
| D      | FRA   | Guillaume Le Boëdec  | 14 novembre 1929 | -          | 34          | 0           | 3            | 0            | 2           | 0           | 39           | 0            |
| M      | FRA   | Paul Le Dren         | 25 janvier 1929  | -          | 30          | 7           | 1            | 0            | 1           | 0           | 32           | 7            |
| A      | FRA   | Yves Legrand         | 4 février 1935   | -          | 3           | 0           | 1            | 1            | 0           | 0           | 4            | 1            |
| A      | FRA   | Bernard Maiseau      | 10 août 1928     | -          | 5           | 1           | 0            | 0            | 1           | 0           | 6            | 1            |
| A      | FRA   | Alain Pécout         | 14 mai 1922      | -          | 1           | 0           | 0            | 0            | 0           | 0           | 1            | 0            |
| G      | FRA   | Louis Pinat          | 12 août 1929     | B          | 20          | 0           | 1            | 0            | 0           | 0           | 21           | 0            |
| G      | FRA   | Robert Ponceau       | 2 décembre 1926  | -          | 19          | 0           | 2            | 0            | 2           | 0           | 23           | 0            |
| D      | FRA   | Jacques Poulain      | 6 août 1932      | -          | 37          | 0           | 3            | 1            | 2           | 0           | 42           | 1            |
| M      | FRA   | Léon Rossi           | 2 novembre 1923  | -          | 22          | 0           | 1            | 1            | 1           | 0           | 24           | 1            |
| D      | FRA   | Yves Toupel          | 25 décembre 1932 | -          | 9           | 0           | 0            | 0            | 2           | 0           | 11           | 0            |
| M      | FRA   | Roger Vialleron      | 16 janvier 1926  | -          | 14          | 3           | 2            | 0            | 2           | 0           | 18           | 3            |

- 1 : G, Gardien de but ; D, Défenseur ; M, Milieu de terrain ; A, Attaquant
- 2 : Nationalité sportive, certains joueurs possédant une double-nationalité
- 3 : sélection la plus élevée obtenue

## Équipe-type
Il s'agit de la formation la plus courante rencontrée en championnat.

## Les rencontres de la saison

### Liste
| Match | Date         | Compétition     | Tour           | Adversaire      | Lieu ¹ | Score | Class. | Buteurs pour le Stade rennais             |
| ----- | ------------ | --------------- | -------------- | --------------- | ------ | ----- | ------ | ----------------------------------------- |
| 1     | 15 août      | Division 2      | 1              | Grenoble        | E      | 0–0   | 6      |                                           |
| 2     | 22 août      | Division 2      | 2              | Montpellier     | D      | 7–0   | 1      | Billon Vialleron Bengtsson Caeiro Le Dren |
| 3     | 29 août      | Division 2      | 3              | Sète            | E      | 1-1   | 2      | Bengtsson                                 |
| 4     | 2 septembre  | Division 2      | 4              | Besançon        | D      | 3–1   | 2      | Baillot Caeiro                            |
| 5     | 5 septembre  | Division 2      | 5              | Red Star        | D      | 3–1   | 2      | Vialleron Baillot                         |
| 6     | 12 septembre | Division 2      | 6              | Perpignan       | E      | 0-0   | 2      |                                           |
| 7     | 19 septembre | Division 2      | 7              | Nantes          | D      | 4-2   | 2      | Baillot Caeiro                            |
| 8     | 26 septembre | Division 2      | 8              | Cannes          | E      | 1–1   | 2      | Caeiro                                    |
| 9     | 3 octobre    | Division 2      | 9              | Le Havre        | D      | 6–0   | 2      | Vialleron Caeiro Grumellon Le Dren        |
| 10    | 7 octobre    | Division 2      | 10             | Sedan           | E      | 2–5   | 2      | Caeiro Grumellon                          |
| 11    | 10 octobre   | Division 2      | 11             | Valenciennes FC | E      | 0–0   | 2      |                                           |
| 12    | 17 octobre   | Division 2      | 12             | Aix-en-Provence | D      | 2-0   | 2      | Baillot Grumellon                         |
| 13    | 24 octobre   | Division 2      | 13             | Béziers         | D      | 10-1  | 2      | Cueff Baillot Caeiro Le Dren              |
| 14    | 31 octobre   | Division 2      | 14             | Alès            | E      | 2–3   | 2      | Caeiro Baucomont                          |
| 15    | 7 novembre   | Division 2      | 15             | CA Paris        | D      | 3–0   | 2      | Bengtsson Maiseau                         |
| 16    | 14 novembre  | Division 2      | 16             | Stade français  | E      | 2-1   | 2      | Baillot Grumellon                         |
| 17    | 21 novembre  | Division 2      | 17             | Angers          | D      | 4-2   | 2      | Baillot Bengtsson Caeiro Grumellon        |
| 18    | 28 novembre  | Division 2      | 18             | Rouen           | D      | 1–0   | 2      | Caeiro                                    |
| 19    | 5 décembre   | Division 2      | 19             | Toulon          | E      | 1–1   | 2      | Caeiro                                    |
| 20    | 12 décembre  | Division 2      | 20             | Besançon        | E      | 0–3   | 2      |                                           |
| 21    | 19 décembre  | Division 2      | 21             | Sedan           | D      | 1-3   | 2      | Caeiro                                    |
| 22    | 26 décembre  | Division 2      | 22             | Red Star        | E      | 2–1   | 2      | Caeiro Grumellon                          |
| 23    | 2 janvier    | Division 2      | 23             | Valenciennes FC | D      | 1–1   | 2      | Caeiro                                    |
| 24    | 9 janvier    | Coupe de France | 6e tour        | Mostaganem      | N      | 3-0   | 3-0    | Rossi Bengtsson Caeiro                    |
| 25    | 16 janvier   | Division 2      | 24             | Nantes          | E      | 1-1   | 2      | Baucomont                                 |
| 26    | 23 janvier   | Division 2      | 25             | Cannes          | D      | 4-1   | 2      | Caeiro Grumellon                          |
| 27    | 30 janvier   | Division 2      | 26             | Le Havre        | E      | 1–3   | 2      | Caeiro                                    |
| 28    | 6 février    | Coupe de France | 1/32 finale    | Saint-Malo      | D      | 4-1   | 4-1    | Poulain Baillot Legrand Baucomont         |
| 29    | 13 février   | Division 2      | 27             | Sète            | D      | 3-2   | 3      | Baillot Caeiro Le Dren                    |
| 30    | 20 février   | Division 2      | 28             | Aix-en-Provence | E      | 1–1   | 3      | Caeiro                                    |
| 31    | 27 février   | Division 2      | 29             | Perpignan       | D      | 5-1   | 3      | Baillot Caeiro Grumellon                  |
| 32    | 6 mars       | Coupe de France | 1/16 finale    | Le Havre        | N      | 0-2   | 0-2    |                                           |
| 33    | 13 mars      | Division 2      | 30             | Alès            | D      | 1–0   | 3      | Caeiro                                    |
| 34    | 20 mars      | Division 2      | 31             | Béziers         | E      | 0-2   | 3      |                                           |
| 35    | 27 mars      | Coupe Drago     | 2e tour        | Valenciennes FC | D      | 5-0   | 5-0    | Baillot Abautret                          |
| 36    | 3 avril      | Division 2      | 32             | Angers          | E      | 2–1   | 3      | Bengtsson Grumellon                       |
| 37    | 10 avril     | Division 2      | 33             | Stade français  | D      | 3–1   | 3      | Baillot Grumellon                         |
| 38    | 17 avril     | Coupe Drago     | 1/8 finale     | Lyon            | D      | 0-2   | 0-2    |                                           |
| 39    | 24 avril     | Division 2      | 34             | CA Paris        | E      | 1–1   | 3      | Baucomont                                 |
| 40    | 1er mai      | Division 2      | 35             | Montpellier     | E      | 0-3   | 3      |                                           |
| 41    | 15 mai       | Division 2      | 36             | Grenoble        | D      | 3–2   | 3      | Baillot Caeiro Grumellon                  |
| 42    | 22 mai       | Division 2      | 37             | Toulon          | D      | 2–0   | 3      | Abautret Krupki (csc)                     |
| 43    | 29 mai       | Division 2      | 38             | Rouen           | E      | 0–2   | 3      |                                           |
| 44    | 6 juin       | Barrage aller   | Barrage aller  | Lille           | N      | 0–1   | 0–1    |                                           |
| 45    | 11 juin      | Barrage retour  | Barrage retour | Lille           | N      | 1–6   | 1–6    | Artigas                                   |

- 1 N : terrain neutre ; D : à domicile ; E : à l'extérieur ; drapeau : pays du lieu du match international

## Bilan des compétitions
| Compétition         | Vainqueur final  | Débute au tour | Place ou tour final | Première rencontre | Dernière rencontre | Nombre |
| ------------------- | ---------------- | -------------- | ------------------- | ------------------ | ------------------ | ------ |
| Division 2          | UA Sedan-Torcy   | 1re journée    | 3e                  | 15 août 1954       | 11 juin 1955       | 40     |
| Coupe de France     | Lille OSC        | 6e tour        | 1/16 de finale      | 9 janvier 1955     | 6 mars 1955        | 3      |
| Coupe Charles Drago | AS Saint-Étienne | 2e tour        | 1/8 de finale       | 27 mars 1955       | 17 avril 1955      | 2      |

### Division 2

#### Classement
| Rang | Équipe                                        | Pts | J  | G  | N  | P  | Bp  | Bc | Diff |
| ---- | --------------------------------------------- | --- | -- | -- | -- | -- | --- | -- | ---- |
| 1    | Sedan (Promu en Division 1)                   | 61  | 38 | 26 | 9  | 3  | 102 | 30 | +72  |
| 2    | Red Star (Promu en Division 1)                | 55  | 38 | 24 | 7  | 7  | 99  | 43 | +56  |
| 3    | Rennes (Barragiste avec le 16e de Division 1) | 52  | 38 | 22 | 8  | 8  | 83  | 48 | +35  |
| 4    | Le Havre                                      | 49  | 38 | 19 | 11 | 8  | 74  | 54 | +20  |
| 5    | Valenciennes                                  | 47  | 38 | 20 | 7  | 11 | 90  | 66 | +24  |
| 6    | Angers                                        | 46  | 38 | 19 | 8  | 11 | 71  | 52 | +19  |

#### Résultats
| Total  | Total  | Total | Total | Total | Total | Total | Total | Domicile | Domicile | Domicile | Domicile | Domicile | Domicile | Extérieur | Extérieur | Extérieur | Extérieur | Extérieur | Extérieur |
| Matchs | Points | V     | N     | D     | BP    | BC    | Diff. | V        | N        | D        | BP       | BC       | Diff.    | V         | N         | D         | BP        | BC        | Diff.     |
| ------ | ------ | ----- | ----- | ----- | ----- | ----- | ----- | -------- | -------- | -------- | -------- | -------- | -------- | --------- | --------- | --------- | --------- | --------- | --------- |
| 38     | 52     | 22    | 8     | 8     | 83    | 48    | +35   | 17       | 1        | 1        | 66       | 18       | +48      | 5         | 7         | 7         | 17        | 30        | -13       |

#### Résultats par journée
| Journée   | 01 | 02 | 03 | 04 | 05 | 06 | 07 | 08 | 09 | 10 | 11 | 12 | 13 | 14 | 15 | 16 | 17 | 18 | 19 | 20 | 21 | 22 | 23 | 24 | 25 | 26 | 27 | 28 | 29 | 30 | 31 | 32 | 33 | 34 | 35 | 36 | 37 | 38 |
| --------- | -- | -- | -- | -- | -- | -- | -- | -- | -- | -- | -- | -- | -- | -- | -- | -- | -- | -- | -- | -- | -- | -- | -- | -- | -- | -- | -- | -- | -- | -- | -- | -- | -- | -- | -- | -- | -- | -- |
| Terrain   | E  | D  | E  | D  | D  | E  | D  | E  | D  | E  | E  | D  | D  | E  | D  | E  | D  | D  | E  | E  | D  | E  | D  | E  | D  | E  | D  | E  | D  | D  | E  | E  | D  | E  | E  | D  | D  | E  |
| Résultats | V  | V  | N  | V  | V  | V  | V  | N  | V  | D  | N  | V  | V  | D  | V  | V  | V  | V  | N  | D  | D  | V  | N  | N  | V  | D  | V  | N  | V  | V  | D  | V  | V  | N  | D  | V  | V  | D  |
| Points    | 2  | 4  | 5  | 7  | 9  | 11 | 13 | 14 | 16 | 16 | 17 | 19 | 21 | 21 | 23 | 25 | 27 | 29 | 30 | 30 | 30 | 32 | 33 | 34 | 36 | 36 | 38 | 39 | 41 | 43 | 43 | 45 | 47 | 48 | 48 | 50 | 52 | 52 |
| Place     | 6  | 1  | 2  | 2  | 2  | 2  | 2  | 2  | 2  | 2  | 2  | 2  | 2  | 2  | 2  | 2  | 2  | 2  | 2  | 2  | 2  | 2  | 2  | 2  | 2  | 2  | 3  | 3  | 3  | 3  | 3  | 3  | 3  | 3  | 3  | 3  | 3  | 3  |

Source : Liste des rencontres

Terrain : D = Domicile ; E = Extérieur. Résultat: D = Défaite ; N = Nul ; V = Victoire.